# 人界
人界（にんがい、にんかい）とは、仏教の十界の思想で、平凡な人間の生命状態を指す。
平均的な能力・平均的な容姿・平均的な頭脳を与えられる。
過度に欲望にのめりこまないことに心がければ、来世も平均的な能力・平均的な容姿・平均的な頭脳が与えられるだろうという。

## 現代における人界
ファンタジー作品においては、魔界や天界といった「人外の存在が住む世界」に対する「人間が住む世界」の意味で用いられることがある。人間界ともいう。